# Impatiens jaeschkei
Impatiens jaeschkei är en balsaminväxtart som beskrevs av Joseph Dalton Hooker. Impatiens jaeschkei ingår i släktet balsaminer, och familjen balsaminväxter. Inga underarter finns listade i Catalogue of Life.